# 肖长尖连蕊茶
肖长尖连蕊茶（学名：Camellia subacutissima）是山茶科山茶属的植物。分布于中国大陆的广西、湖南等地，目前尚未由人工引种栽培。